# Jana Pospíšilová
Jana Pospíšilová (Kostelec u Křížků, 23 marzo 1970) è un'ex tennista ceca, fino al 1992 cecoslovacca.

## Biografia
È la sorella maggiore di Jaroslav Pospíšil anch'esso tennista professionista.

## Carriera
Ottiene buoni risultati già a livello giovanile, durante il Roland Garros 1987 ha raggiunto la finale del singolare ragazze dove è stata sconfitta da Natalia Zvereva e l'anno successivo ha disputato la semifinale di Wimbledon.
Ha giocato due finali nel circuito principale, nel singolare ad Adelaide 1988 e nel doppio ad Atene 1990 in coppia con Leona Lásková, in entrambe le occasioni ne è uscita sconfitta.
Nel biennio 1988-89 ha rappresentato la cecoslovacchia in Fed Cup vincendo cinque incontri su sette disputati e conquistando il titolo nel 1988.